# Carlos Martínez Aguirre
Carlos Martínez Aguirre (Madrid, 1974) es un poeta y profesor de lenguas clásicas español.

## Carrera profesional
Licenciado en filología clásica por la Universidad Complutense de Madrid. Ha sido becario de investigación en el Instituto de Estudios bizantinos de Atenas y profesor de español en el Instituto Cervantes de la misma ciudad. 
Durante dos cursos residió en París y Bretaña, donde trabajó como auxiliar de conversación. En 2002 obtuvo plaza por oposición en el cuerpo de profesores de Enseñanza Secundaria. Por más de diez años trabajó como profesor de griego y latín en distintos centros de enseñanza media de La Mancha y Guadalajara.
Se ha destacado por su defensa de las metodologías naturales y activas en la enseñanza de lenguas clásicas, especialmente del método del profesor Hans Henning Ørberg, Lingua Latina per se illustrata.
Desde 2015, dirige la plataforma educativa Clásicas desde su hogar, dedicada a la enseñanza de latín y griego clásico.

## Estilo y poética
En su primer libro, La camarera del cine Doré y otros poemas, finalista del Premio Hiperión en 1997, el jurado valoró la "sorprendente madurez de su lenguaje lírico y su asimilación y reutilización irónica de las tradiciones poéticas." José Luis García Martín destaca en su antología La generación del 99 "el humor funambulesco de muchos de los poemas de esta obra, que escapa al sentimentalismo desgarrado habitual de los primeros libros".  Luis Alberto de Cuenca lo incluyó entre los poetas de línea clara.
Después de su primer libro, ha seguido publicando poemas en revistas literarias y plaquettes en los que "alcanza esa mezcla ideal de música y pensamiento que tienen los versos que emocionan y se recuerdan", como señala Julio Martínez Mesanza en una presentación a la poética del autor en la que Aguirre sugiere que el verdadero arte es inseparable de una búsqueda de lo absoluto y de una vivencia del amor como la máxima expresión de lo divino en la existencia humana.
En 2014 publicó El peregrino, obra donde reúne poemas escritos entre 1998 y 2013. Santos Domínguez señala que en esta obra "se superpone a la vocación elegiaca un cierto tono de epístola moral a sí mismo. Cuartetos, serventesios y sonetos, endecasílabos y alejandrinos con resonancias modernistas sustentan un doble argumento clásico: el tiempo y el amor."

## Obra

### Poesía
- La camarera del cine Doré y otros poemas. Madrid, Hiperión, 1997, 70 páginas, ISBN 84-7517-523-6.
- Epitafio a Mr. Spock y otros poemas fantásticos. Autopublicado con Lulu, 2009, 44 páginas, sin ISBN.[9]
- El peregrino. Sevilla, La Isla de Siltolá, 2014, 68 páginas, ISBN 978-84-15593-87-4.
- El significado de las lágrimas. Ejercicios espirituales. Autopublicado con Círculo Rojo, 2020, 90 páginas. ISBN 978-84-1374-828-3

### Ensayo
- La extraña odisea. Confesiones de un filólogo clásico. Autopublicado con Círculo Rojo, 2013, 136 páginas, ISBN 978-84-9030-963-6.

### Antologías y obras colectivas
- Poetas de línea clara: Segunda Antología. (ed. Luis Alberto de Cuenca, Nueva Revista nº 52, Julio 1997, 160 páginas.)
- La generación del 99 (ed. José Luis García Martín); Oviedo, Nobel, 1999, 350 páginas, ISBN 84-89770-80-8.
- Milenio: ultimísima poesía española (ed. Basilio Rodríguez Cañada); Madrid, Sial, 1999, 672 páginas, ISBN 84-8211-235-X.
- Un siglo de sonetos en español (ed. Jesús Munárriz); Madrid, Hiperión, 2000, 128 páginas, ISBN 84-7517-670-4.
- Poesia espanhola, anos 90 (ed. Joaquim Manuel Magalhães); Lisboa, Relógio d'Água, 2000, 349 páginas. ISBN 978-9727086009.
- La voz y la escritura. 80 propuestas poéticas desde los viernes de la Cacharrería (ed. Miguel Losada); Madrid, Comunidad de Madrid y Centro Bibliográfico y Cultural de la ONCE, 2001, 351 páginas.
- Cristianismo y poesía (ed. Antonio Praena Segura y Asunción Escribano); Salamanca, Editorial San Esteban, 2003, 374 páginas ISBN 84-82601-06-7.
- Orfeo XXI. Poesía española contemporánea y tradición clásica (ed. Pedro Conde Parrado y Javier García Rodríguez); Gijón, Llibros del Pexe, 2005, 300 páginas, ISBN 84-96117-45-6
- Versos de tiza (Ganadores del Certamen de poesía Gerardo Diego 2005-2006); Tomelloso, Ediciones Soubriet, 2008, 136 páginas, ISBN 84-95410-50-8.

## Familia
Hijo del escritor Antonio Martínez Menchén y la pintora Jesusa Aguirre, nieto del pintor Lorenzo Aguirre, sobrino del escritor Andrés Sorel y de los poetas Félix Grande y Francisca Aguirre y primo de la poeta Guadalupe Grande.